# 维利耶圣但尼
维利耶圣但尼（法語：Villiers-Saint-Denis，法語發音：[vilje sɛ̃ dəni]）是法国上法蘭西大區埃纳省的一个市镇，属于蒂耶里堡区。

## 地理
维利耶圣但尼（48°59'35"N, 3°16'2"E）面积7.57 平方千米，位于法国上法蘭西大區埃纳省，该省份为法国北部内陆省份，北起北部省，西接索姆省和瓦兹省，东临阿登省和马恩省，西南至塞纳-马恩省，东北部与比利时接壤。
与维利耶圣但尼接壤的市镇（或旧市镇、城区）包括：贝聚勒盖里、马恩河畔沙尔利、马恩河畔克鲁特、栋普坦。

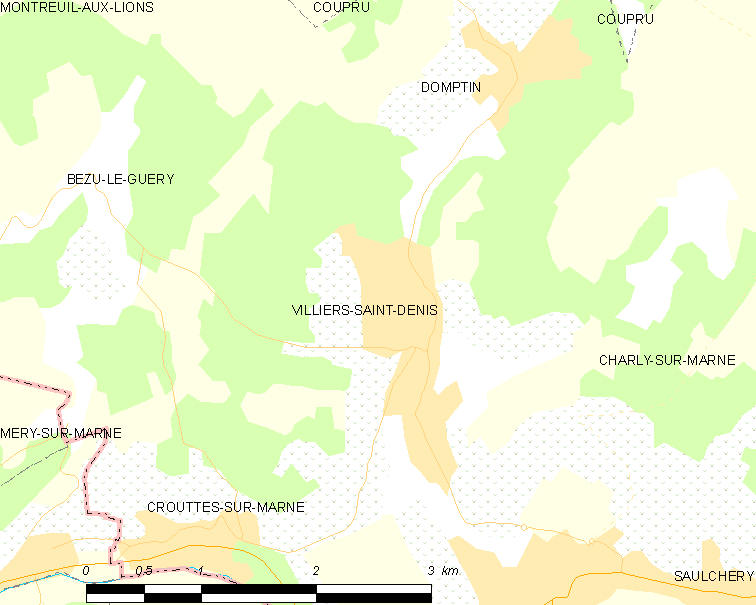
维利耶圣但尼的OSM定位图

维利耶圣但尼的时区为UTC+01:00、UTC+02:00（夏令时）。

## 行政
维利耶圣但尼的邮政编码为02310，INSEE市镇编码为02818。

## 政治
维利耶圣但尼所属的省级选区为马恩河畔埃索姆县。

## 人口

1962-2008年间维利耶圣但尼人口变化图示

维利耶圣但尼于2022年1月1日时的人口数量为1074人。